# Mavora Lakes Conservation Park
Der Mavora Lakes Conservation Park ist ein Naturschutzpark in der Region Southland auf der Südinsel von Neuseeland. Der Park untersteht dem Department of Conservation.

## Geographie
Der Mavora Lakes Conservation Park befindet sich rund 20 km südwestlich des Lake Wakatipu und rund 25 km östlich des Lake Te Anau. Der Park, der sich über einen Teil der Gebirgslandschaft der Livingstone Mountains und der Thomson Mountains erstreckt, umfasst eine Fläche von Hektar. Der Eyre Mountains/Taka Rā Haka Conservation Park liegt wenige Kilometer südöstlich des Parks.